# Xyletobius
Xyletobius är ett släkte av skalbaggar. Xyletobius ingår i familjen trägnagare.

## Bildgalleri

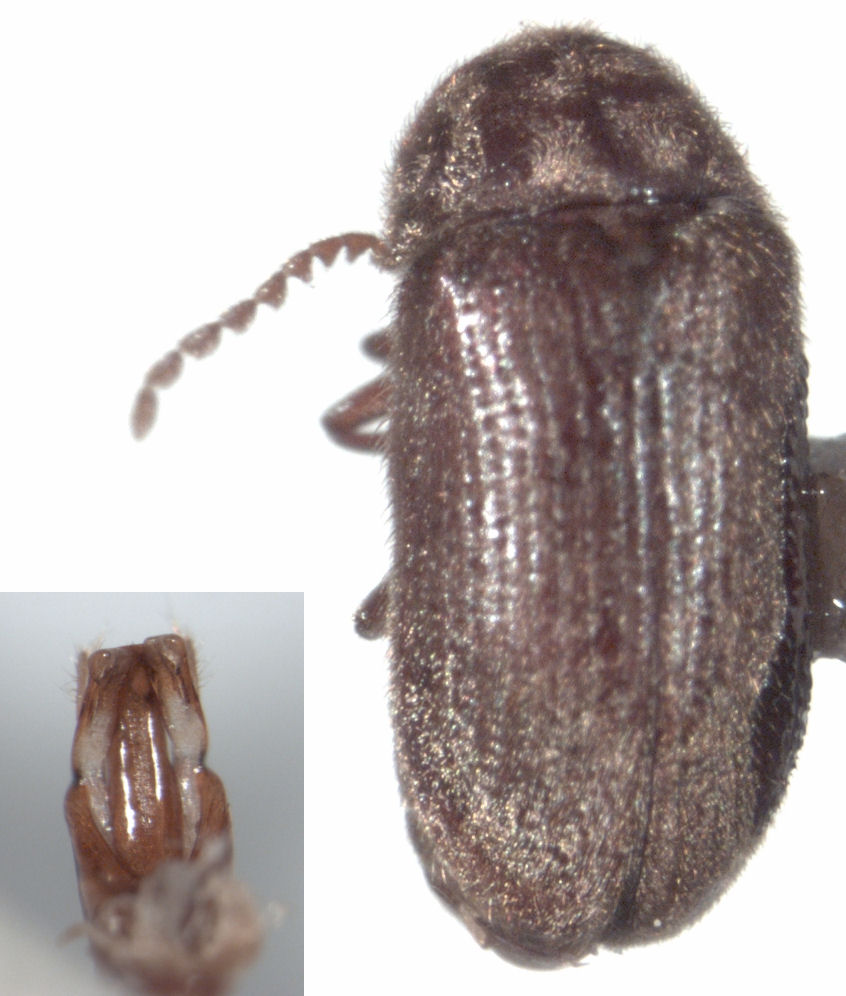

## Dottertaxa tillXyletobius, i alfabetisk ordning[1]
- Xyletobius affinis
- Xyletobius aleuritis
- Xyletobius ashmeadi
- Xyletobius aurifer
- Xyletobius beddardi
- Xyletobius bidensicola
- Xyletobius blackburni
- Xyletobius brunneri
- Xyletobius capucinus
- Xyletobius carpenteri
- Xyletobius chenopodii
- Xyletobius chryseis
- Xyletobius collingei
- Xyletobius cyphus
- Xyletobius dollfusi
- Xyletobius durranti
- Xyletobius euceras
- Xyletobius euops
- Xyletobius euphorbiae
- Xyletobius flosculus
- Xyletobius forelii
- Xyletobius fraternus
- Xyletobius gossypii
- Xyletobius grimshawi
- Xyletobius hawaiiensis
- Xyletobius insignis
- Xyletobius lasiodes
- Xyletobius lineatus
- Xyletobius marmoratus
- Xyletobius megalops
- Xyletobius mesochlorus
- Xyletobius meyrickii
- Xyletobius mimus
- Xyletobius monas
- Xyletobius mundus
- Xyletobius nigrinus
- Xyletobius nudus
- Xyletobius nuptus
- Xyletobius pele
- Xyletobius praeceps
- Xyletobius proteus
- Xyletobius roridus
- Xyletobius scotti
- Xyletobius serricornis
- Xyletobius sharpi
- Xyletobius silvestrii
- Xyletobius simoni
- Xyletobius speiseri
- Xyletobius stebbingi
- Xyletobius submimus
- Xyletobius suboculatus
- Xyletobius sulcatus
- Xyletobius sykesii
- Xyletobius walsinghamii